# Эре
Э́ре (дат., норв.: øre; швед.: öre) — разменная монета в Дании, Норвегии и Швеции, равная 1/100 кроны. В настоящее время в Дании в обращении находятся монеты номиналом в 50 эре (в Швеции 50 эре были выведены из обращения в октябре 2010 года, в Норвегии изъяты из обращения 1 мая 2012 года).
Разменная монета Исландии в русской традиции носила название «эйре» (реже «эйрир», исл. eyrir). Разменные монеты образца 1981 и 1986 годов номиналом в 5, 10 и 50 эйре выведены из обращения с 1 января 1995 года; с 1 января 1999 г. эйре не применяется и как счётная единица в расчётах, в соответствии с Законом № 36 от 27 апреля 1998 года. Таким образом, в настоящее время разменной денежной единицы в Исландии официально не существует.
Название монеты происходит от древнеримской монеты ауреус (aureus, золотой), равной 25 денариям.

## Галерея
- Шведская монета в 1 эре (1724 год)
- Шведская монета 2 эре (1749 год), Фредрик I.
- Гурт шведской монеты 2 эре (1749 год), Фредрик I.
- Датская монета в 2 эре
- Шведская монета в 1 эре (1873 год)
- Шведская монета в 5 эре (1964 год)